# Magdalena Feistel
Magdalena Joanna Feistel, z domu Mróz (ur. 22 sierpnia 1970 w Gdyni) – polska tenisistka, rekordzistka reprezentacji w Pucharze Federacji, olimpijka.
Magdalena reprezentowała zespół Polski w Pucharze Federacji dziewięciokrotnie. W tym czasie zdołała ustalić kilka rekordów, w tym te najbardziej znaczące (najwięcej zwycięstw singlowych – 23, najwięcej zwycięstw deblowych – 15, członkini najlepszego debla razem z Katarzyną Teodorowicz, zawodniczka, która zagrała w największej liczbie konfrontacji i najczęściej reprezentowała kraj). W 1991 z Teodorowicz Polki odniosły zwycięstwo nad deblem Mary Pierce / Nathalie Tauziat. W 1993 Magdalena wygrała z Jo Durie. Po raz ostatni wystąpiła w 1998 roku przeciwko Austrii, a ostatnie spotkanie zagrała z Barbarą Schett.
Jej córka Gina również jest tenisistką.

## Wygrane turnieje rangi ITF
| turnieje z pulą nagród 100 000 $ |
| turnieje z pulą nagród 75 000 $  |
| turnieje z pulą nagród 50 000 $  |
| turnieje z pulą nagród 25 000 $  |
| turnieje z pulą nagród 15 000 $  |
| turnieje z pulą nagród 10 000 $  |

### Gra pojedyncza
|    | Data       | Turniej     | Kat. | ($)    | Naw.     | Finalistka     | Wynik         |
| 1. | 13/11/1995 | Bad Gogging | ITF  | 25 000 | dywanowa | Tatjana Panowa | 1:6, 6:4, 6:3 |

### Gra podwójna
|     | Data       | Turniej     | Kat. | ($)    | Naw.     | Partnerka             | Finalistki                               | Wynik            |
| 1.  | 29/05/1989 | Katowice    | ITF  | 10 000 | ziemna   | Sylwia Czopek         | Ivana Jankovska Eva Melicharova          | 6:3, 4:6, 6:1    |
| 2.  | 18/07/1989 | Francaville | ITF  | 10 000 | ziemna   | Sylwia Czopek         | Mara Eijkenboom Ninoska Souto            | 6:3, 6:2         |
| 3.  | 08/10/1990 | Bol-Na-Br   | ITF  | 10 000 | ziemna   | Irina Spîrlea         | Zdenka Malkova Eva Martincova            | 4;6, 6:3, 6:1    |
| 4.  | 26/11/1990 | Érd         | ITF  | 10 000 | twarda   | Katarzyna Teodorowicz | Lucie Ludvigova Helena Vildova           | 5:7, 6:4, 6:2    |
| 5.  | 21/01/1991 | Bergen      | ITF  | 10 000 | dywanowa | Amy Jonsson           | Merete Stockmann-Balling Nathalie Tschan | 6:2, 6:2         |
| 6.  | 20/05/1991 | Katowice    | ITF  | 10 000 | ziemna   | Helena Vildova        | Ivana Jankovska Eva Melicharova          | 6:4, 6:7(9), 6:0 |
| 7.  | 27/05/1991 | Katowice    | ITF  | 10 000 | ziemna   | Katarzyna Teodorowicz | Dominika Gorecka Zuzana Witzova          | 6:0, 5:7, 6:1    |
| 8.  | 19/10/1992 | Potosi      | ITF  | 25 000 | twarda   | Katarzyna Teodorowicz | Isabela Petrov Jolene Watanabe-Giltz     | 4:6, 6:4, 6:4    |
| 9.  | 12/07/1993 | Darmstadt   | ITF  | 25 000 | ziemna   | Katarzyna Teodorowicz | Laura Garrone Tina Krizan                | 4:6, 6:4, 7:5    |
| 10. | 01/11/1993 | Vilamoura   | ITF  | 25 000 | twarda   | Katarzyna Teodorowicz | Gala León García Ana Segura              | 7:6(1), 6:2      |
| 11. | 06/12/1993 | Val D'Oise  | ITF  | 50 000 | twarda   | Jelena Makarowa       | Isabelle Demongeot Catherine Suire       | 2:6, 6:3, 6:4    |